# Cadernos de Marx sobre a história da tecnologia
Karl Marx escreveu uma série de cadernos sobre a história da tecnologia. A localização atual destes cadernos não é conhecida, apesar de terem sido lidos e discutidos no passado por escritores marxistas. 
György Lukács estudou estes cadernos enquanto estes se encontravam nos arquivos de Moscou e referiu-se a eles num artigo mais tarde publicado na New Left Review criticando o que ele entendia como o tecnicismo inapropriado de Bukharin.
Engels elenca a coleção de Marx de materiais sobre tecnologia como uma de suas especialidades. 
Marx refere-se diretamente aos cadernos em sua carta a Engels de 28 de janeiro de 1863, na qual ele diz
 …Eu reli meus cadernos (excertos) sobre tecnologia e estou frequentando um curso prático (experimental, somente) para trabalhadores sobre o assunto, dado pelo professor Willis (na rua Jermyn, no Instituto de Geologia, onde Huxley também deu suas palestras)… Enquanto relia os excertos tecnológico-históricos, cheguei à conclusão que, além da invenção da pólvora, da bússola e da imprensa - estas, pré-requisitos necessários para o desenvolvimento burguês - do século XVI à metade do século XVIII, i.e. o período do desenvolvimento da manufatura a partir do artesanato até a indústria de efetiva larga escala, as duas fundações mais importantes sobre as quais se basearam as preparações para a indústria mecanizada dentro da manufatura foram o relógio e o moinho… 
. 
Em meio a sua obra, Marx faz frequentemente referência a seu interesse em desenvolvimentos tecnológicos, e estas menções são complementadas por declarações genéricas, tal como a necessidade de uma história crítica da tecnologia, em uma extensa nota de rodapé no começo do capítulo sobre "Maquinário e Indústria de Larga Escala" no volume I do Capital.
Nathan Rosenberg escreveu um ensaio, "Marx as a student of technology" ["Marx como estudante de tecnologia"], publicado em seu Inside the Black Box ["Dentro da Caixa Preta"].